# A.L.F.A. 24 HP

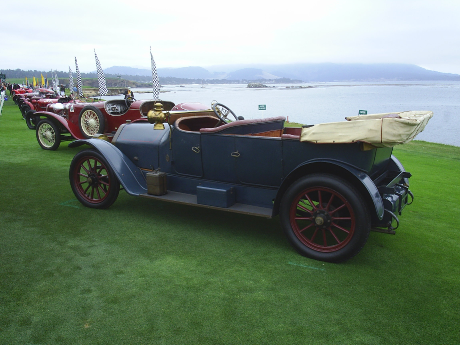
A.L.F.A. 24 HP beim Pebble Beach Concours d’Elegance 2005

Der A.L.F.A. 24 HP war der erste Pkw der Società Anonima Lombarda Fabbrica Automobili, Vorgängerin von Alfa Romeo.

## Beschreibung
Das Unternehmen brachte dieses Modell der oberen Mittelklasse 1910 als ihr mittleres Modell auf den Markt. Konstrukteur war Giuseppe Merosi. Ein Vierzylinder-Reihenmotor mit 100 mm Bohrung, 130 mm Hub und 4084 cm³ Hubraum leistete zunächst 30,9 kW (42 PS) bei 2200 1/min. Ab 1912 betrug die Motorleistung 33,1 kW (45 PS) bei 2400 1/min. Der Motor war vorn eingebaut und trieb die Hinterachse an. Das Getriebe hatte vier Gänge. Der Tankinhalt betrug 70 Liter. Der Radstand betrug 320 cm und die Spurweite zunächst 135 cm, ab 1912 145 cm. Zur Wahl standen Tourenwagen und Limousine. Das Leergewicht war mit 1000 kg für den Tourenwagen angegeben. Die Höchstgeschwindigkeit betrug zunächst 100 km/h, ab 1912 105 km/h. Das Fahrgestell kostete 12.000 Lire.
1911 entstanden zwei Exemplare einer offenen zweisitzigen Rennausführung. Der Motor leistete hier 33,1 kW (45 PS). Der Radstand war auf 290 cm verkürzt. Das Leergewicht betrug einschließlich zweier Reserveräder nur 870 kg. Die Höchstgeschwindigkeit war mit 110 km/h angegeben.
1913 endete die Produktion. Nachfolger wurde der 20-30 HP.
Ein Fahrzeug mit einer viersitzigen Tourenwagenkarosserie von der Carrozzeria Castagna existiert noch. Dieses Fahrzeug ist 425 cm lang, 155 cm breit und 170 cm hoch.
Zwischen 1910 und 1920 wurden vom 24 HP sowie dem Nachfolgemodell 20-30 HP zusammen 682 Fahrzeuge hergestellt.

## Produktionszahlen A.L.F.A. 24 HP
Gesamtproduktion A.L.F.A. 24 HP insgesamt 302 Fahrzeuge
| Jahr                      | 1910 | 1911 | 1912 | 1913 | 1914 | Summe |
| ------------------------- | ---- | ---- | ---- | ---- | ---- | ----- |
| A.L.F.A. 24 HP            | 10   | 40   | 50   | 103  | 97   | 300   |
| A.L.F.A. 24 HP Tipo Corsa |      | 2    |      |      |      | 2     |
| Summe                     | 10   | 42   | 50   | 103  | 97   | 302   |